# Fascination (Alphabeat)
Fascination è il singolo d'esordio della pop band danese Alphabeat e che ha riscosso uno straordinario successo in tutta Europa. La hit ha raggiunto la 4ª posizione in Danimarca, Paesi Bassi e Belgio nonché la 6ª posizione in Gran Bretagna e la 23° in Irlanda. Meno fortuna ha avuto in Germania e Svezia dove ha rispettivamente raggiunto le posizioni 48 e 38.

## Video
Il video presenta in un primo momento il gruppo mentre suona con i cantanti davanti ad un microfono e poi successivamente, tutti insieme, vederli ballano e suonano gli strumenti. Alle immagini del gruppo si alternano durante il ritornello scene di ballerini che danzano a ritmo di musica.

## Remix ufficiali
Tutta la lista dei remix/edizioni pubblicate per la promozione del singolo:
1. Fascination (Alphabeat vs. Frankmusik Main)
2. Fascination (Alphabeat vs. Frankmusik Edit)
3. Fascination (Alphabeat vs. Frankmusik Alternative Edit)
4. Fascination (Alternative Edit) (Him Up Her Down)
5. Fascination (Bimbo Jones Main)
6. Fascination (Bimbo Jones Edit)
7. Fascination (Count of Monte Cristal & Sinden Remix)
8. Fascination (Instrumental)
9. Fascination (Linus Loves Dub)
10. Fascination (Linus Loves Main)
11. Fascination (Linus Loves Edit)
12. Fascination (Muzzle Flash Remix)

## Classifiche[senzafonte]
| Chart (2008) | Peak position |
| ------------ | ------------- |
| Belgio       | 4             |
| Danimarca    | 4             |
| Paesi Bassi  | 4             |
| Germania     | 48            |
| Irlanda      | 23            |
| Svezia       | 38            |
| Regno Unito  | 6             |

1. ↑  (EN) Fascination, su British Phonographic Industry. URL consultato il 13 aprile 2024.